# Břevnice
Břevnice (německy Bschewnitz) jsou obec v okrese Havlíčkův Brod v Kraji Vysočina. Leží 3,5 kilometru od Havlíčkova Brodu nad Břevnickým potokem. Žije zde 162 obyvatel.

## Historie
První písemná zmínka o obci pochází z roku 1351, kdy Čeněk z Lipé směnil s německobrodským měšťanem Thunlinem ves Hrzebnicz (původní název). V 18. století ves náležela k rozsochateckému panství. Majiteli tehdy byli Adolf a Václav Bechyňové z Lažan. Roku 1754 statek koupil soukeník Jan Kudela. Roku 1786 se stal spolumajitelem Prokop Vilibald Čermák. Roku 1844 vše koupil Jiří Stöhr. Roku 1873 se stalo vlastníkem město Německý Brod a to roku 1896 velkostatek prodalo Jindřichovi a Karlovi Battistům.

## Přírodní poměry
Obcí protéká Břevnický potok. Nejvyšší bod o nadmořské výšce 506 metrů se nachází západně od obce. Část území evropsky významné lokality Břevnický potok zasahuje i do katastru Břevnice. Deset metrů od Břevnického potoka u zříceniny hradu Ronovec stojí 41metrový památný smrk ztepilý.

## Obyvatelstvo
Podle sčítání 1930 zde žilo v 36 domech 233 obyvatel. 230 obyvatel se hlásilo k československé národnosti a 1 k německé. Žilo zde 171 římských katolíků, 7 evangelíků a 52 příslušníků Církve československé husitské.
| Rok            | 1869 | 1880 | 1890 | 1900 | 1910 | 1921 | 1930 | 1950 | 1961 | 1970 | 1980 | 1991 | 2001 | 2011 | 2021 |
| -------------- | ---- | ---- | ---- | ---- | ---- | ---- | ---- | ---- | ---- | ---- | ---- | ---- | ---- | ---- | ---- |
| Počet obyvatel | 294  | 257  | 208  | 198  | 241  | 241  | 233  | 185  | 205  | 201  | 165  | 164  | 164  | 168  | 168  |
| Počet domů     | 29   | 31   | 29   | 31   | 34   | 32   | 36   | 41   | 46   | 48   | 47   | 48   | 50   | 57   | 62   |

## Obecní správa
Mezi lety 1869–1976 Břevnice byly obcí v okrese Havlíčkův Brod (v letech 1869–1930 Německý Brod). Od 30. dubna 1976 do 23. listopadu 1990 patřily jako část města k Havlíčkovu Brodu a od 24. listopadu 1990 jsou opět samostatnou obcí.

### Obecní symboly
Znak a vlajka byly obci uděleny rozhodnutím předsedy Poslanecké sněmovny Parlamentu České republiky dne 10. září 2021.

## Společnost
Je zde aktivní oddíl SDH Břevnice.

## Pamětihodnosti
- Zbytky gotického hradu Ronovec, v lese Sommerwaldu na sever od vesnice
- Barokní zámeček z konce 18. století, jehož zakladatelem je Prokop Vilibald Čermák
- Kamenný barokní kříž z roku 1760 s iniciálami J. K. (Jan Kudela)
- Litinový kříž z roku 1872 s nápisem Wenzl Wels (někdejší majitel velkostatku)

## Galerie

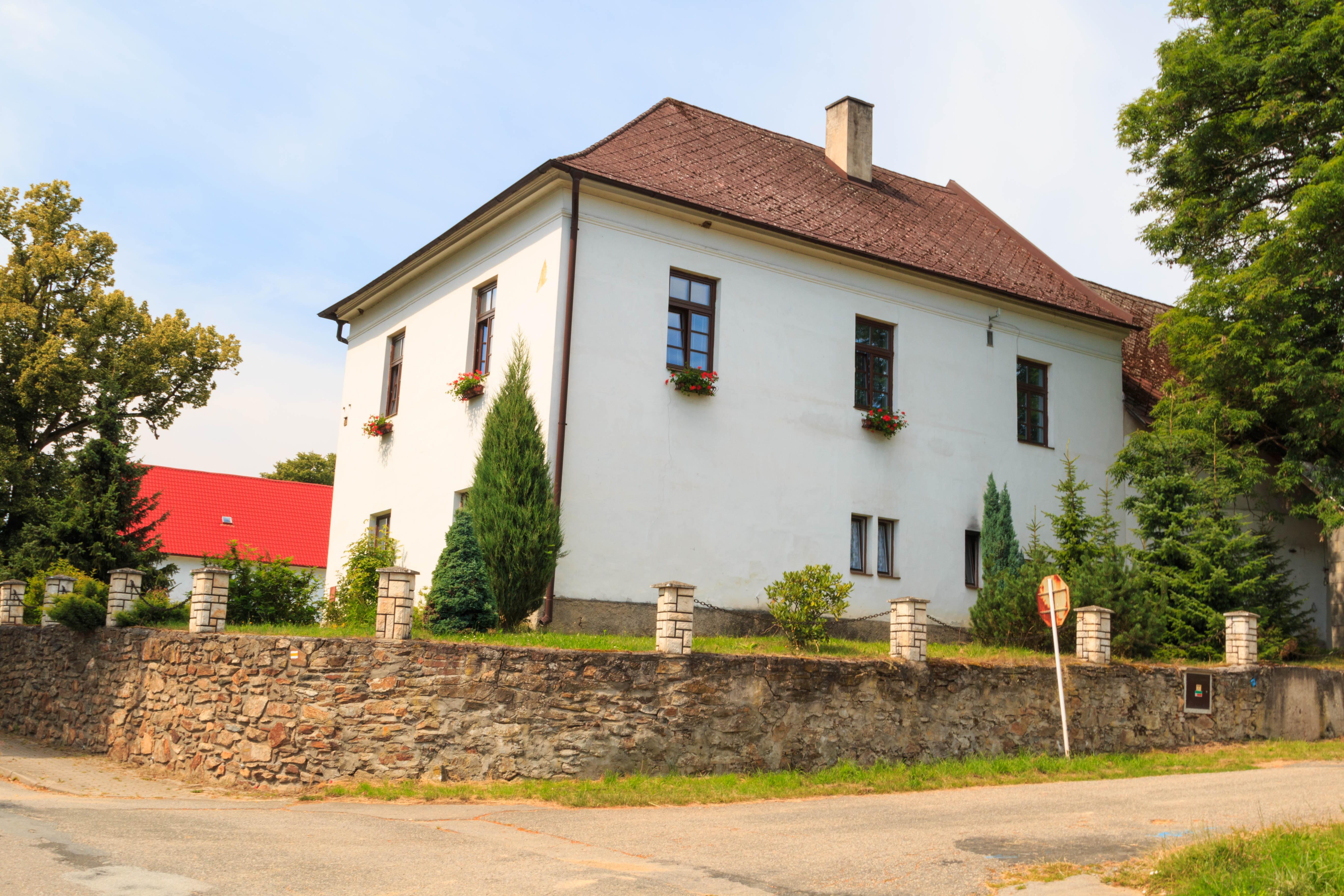
Zámek
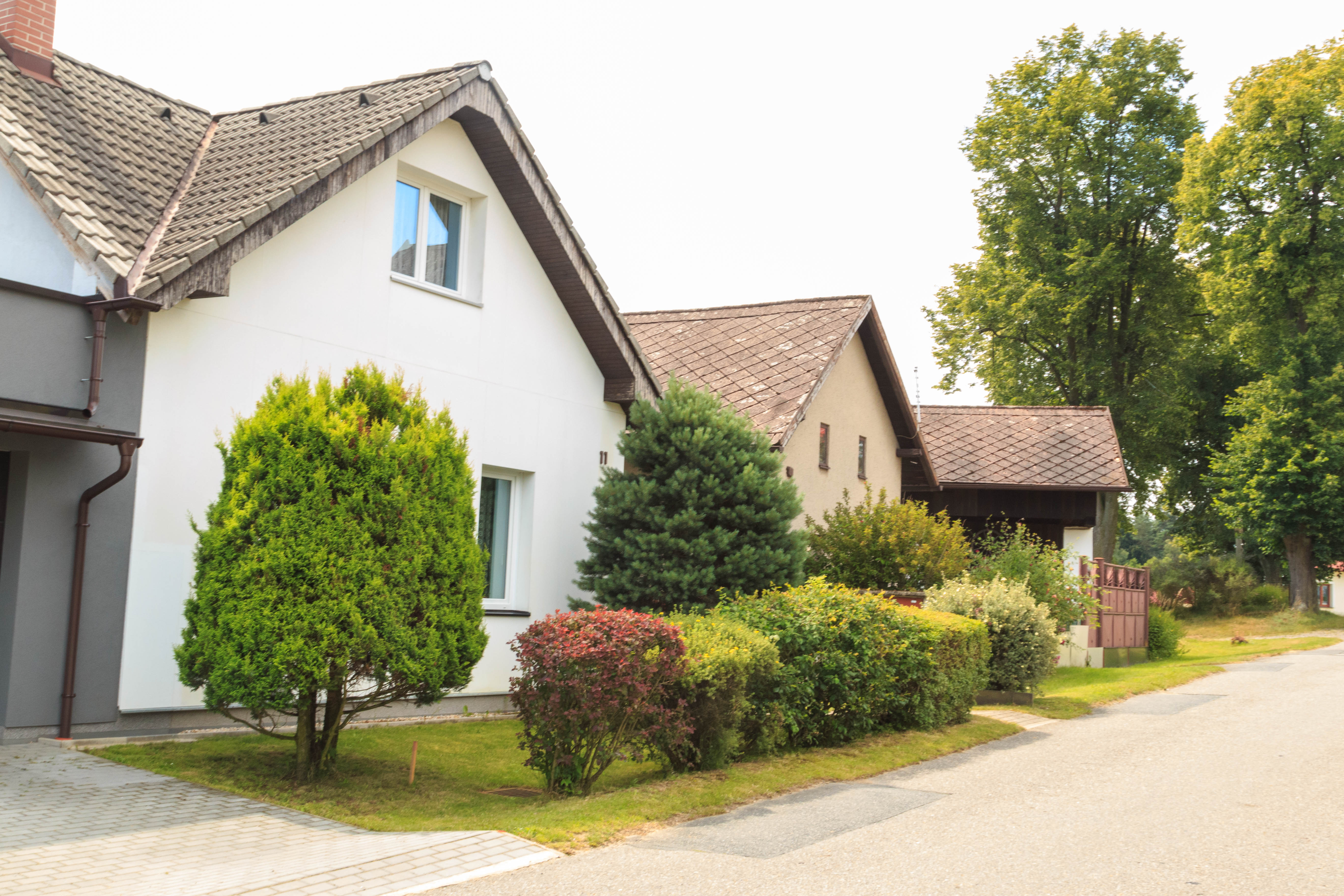
Čp. 11
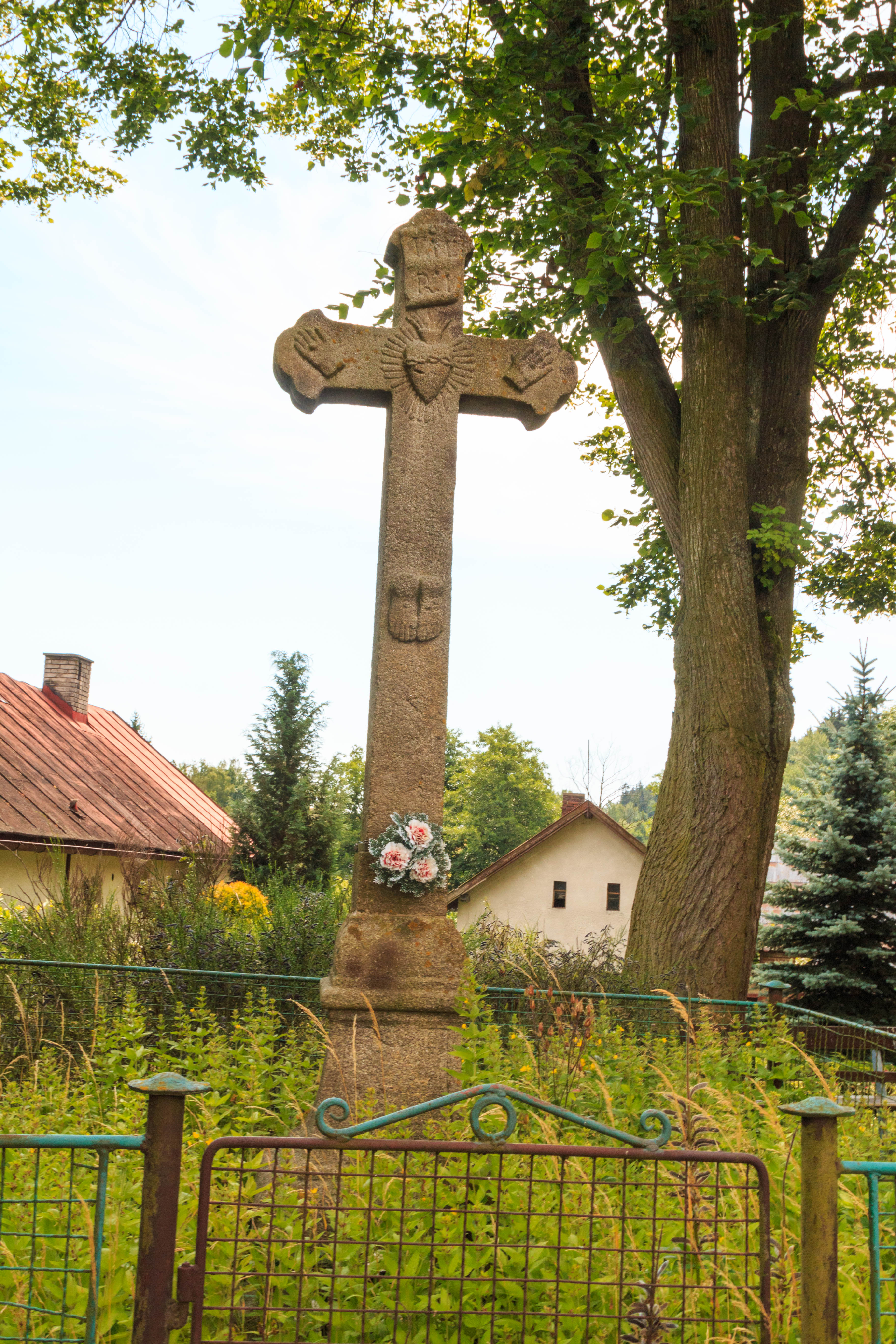
Kříž
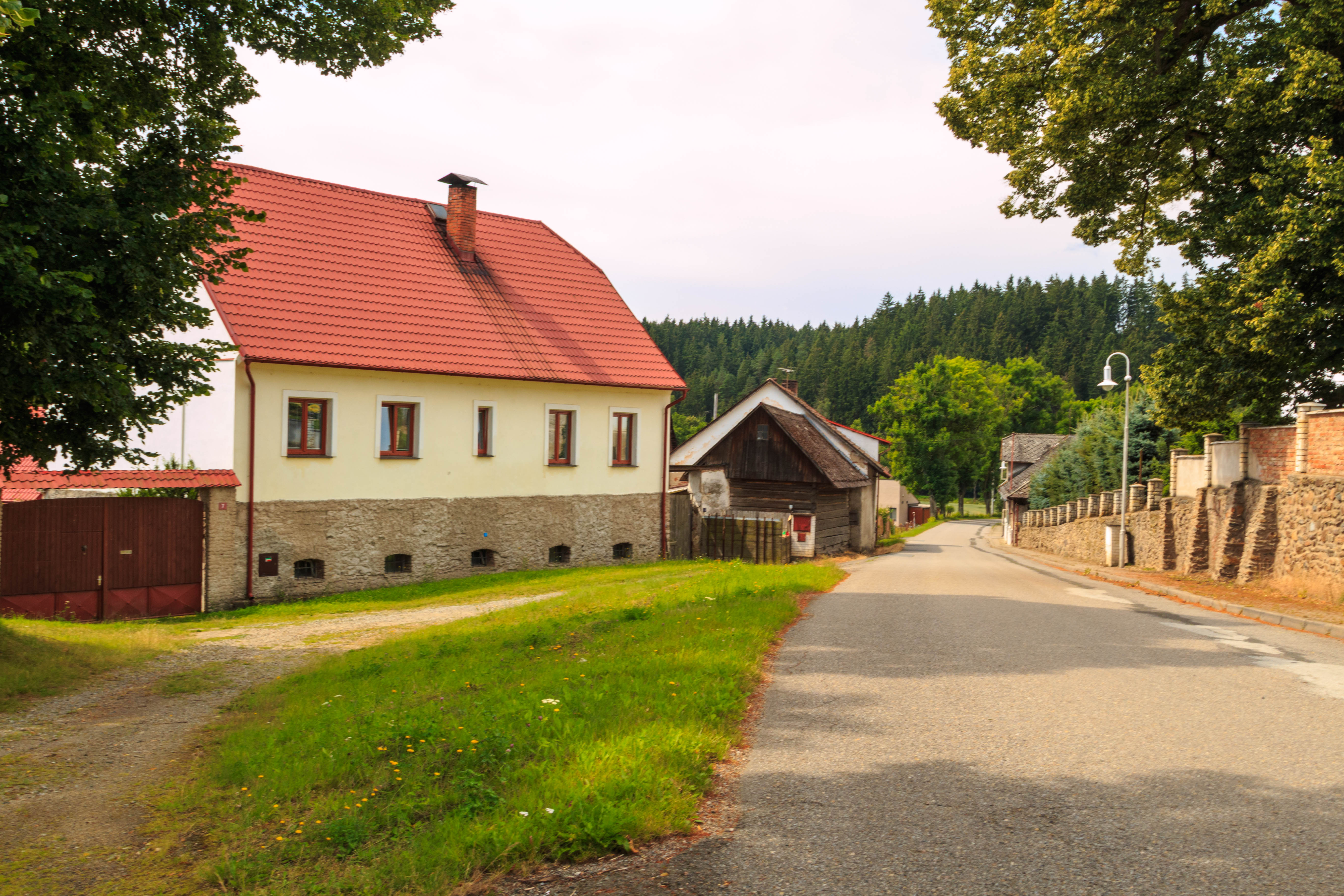
Čp. 7